# 小笠原省三
小笠原 省三（おがさわら しょうぞう、1892年9月14日 - 1970年11月12日）は、神道学者。
青森県南津軽郡藤崎村（現・藤崎町）生まれ。1902年國學院大學教習科卒業。1922年神道評論社創立。『神道評論』創刊。1937年海外神社問題研究会設立。1938年夏北京神社奉斎会設立。1947年海外神社史編纂会発足。

## 著書
- 『日本神代物語』広文社出版部 1916
- 『情の江戸時代』松本商会 1919
- 『秘密の国史』国史講習会 1923
- 『朝鮮神宮を中心としたる内鮮融和の一考察』顕彰日本社 1925
- 『朝鮮神宮を拝して内鮮両民族の将来に及ぶ』顕彰日本社 1926
- 『移植民事業と神社』建節学寮出版部 1929
- 『海外の神社 並に「ブラジル在住同胞の教育と宗教」』神道評論社 1933 ゆまに書房 2005
- 『在満朝鮮同胞の現状』昭和朝鮮協会 1933
- 『ブラジル在住同胞の教育と宗教』神道評論社 1933
- 『海外神社史』編述 海外神社史編纂会 1953 ゆまに書房 2004

共著
- 『日本国民伝説』高木敏雄共著 敬文館 1917